# 黄色いキリスト
『黄色いキリスト』（きいろいキリスト、仏: Le Christ jaune）は、ポール・ゴーギャンの1889年の絵画である。同じ年に描いた、『緑のキリスト』（仏: Le Christ vert-Calvaire breton）とともに、ポール・ゴーギャンの初期の象徴的なスタイルを代表する作品である。1946年からアメリカ合衆国、バッファローのオルブライト＝ノックス美術館に収蔵されている。
1886年からポール・ゴーギャンは、頻繁にブルターニュのポン＝タヴァンに滞在していた。この作品が描かれた1889年はゴーギャンが1888年のフィンセント・ファン・ゴッホとのアルルでの短い共同生活を送った翌年であり、この年は、パリ万国博覧会の期間中にパリに短期間訪れたほかは、ポン＝タヴァンで大半を過ごした。ポン＝タヴァンに戻ったすぐ後に『黄色いキリスト』は描かれた。ポン＝タヴァン近くのトレマロ礼拝堂(chapelle de Trémalo)で17世紀の作者不明の17世紀の黄色い十字架像を見つけたことが制作のきっかけになったとされる。
3人のブルターニュの伝統衣装を着た3人の女性が十字架像の回りで祈る姿が描かれている。キリストの黄色は、背景の秋の風景と関連していて、秋は磔刑を象徴し、冬が象徴するキリストの死と春が象徴する「キリストとの復活」とが対比されているのかもしれない。
『黄色いキリスト』は、暗い輪郭線で囲まれた明るい色の領域を多用する「クロワゾニスム」と呼ばれるポスト印象派の典型的なスタイルの作品である。
1890年か1891年に描かれたとするゴーギャンの自画像の『黄色いキリストのある自画像』(仏: Autoportrait au Christ jaune）の背景に、グロテスクな陶器の自画像『grotesque』とともに左右反転して描かれている。 
『黄色いキリスト』は、友人の画家のエミール・シェフネッケルや、画家、実業家のギュスターヴ・フェイエの所有を経て、美術商のポール・ローゼンバーグが所有した。 ナチスドイツの侵攻前に安全のためにボルドーに移されていたが、1941年にドイツ軍に接収された。1945年に、ローゼンバーグに返却され、その1年後に、アメリカのオルブライト＝ノックス美術館に売却された。

## ギャラリー

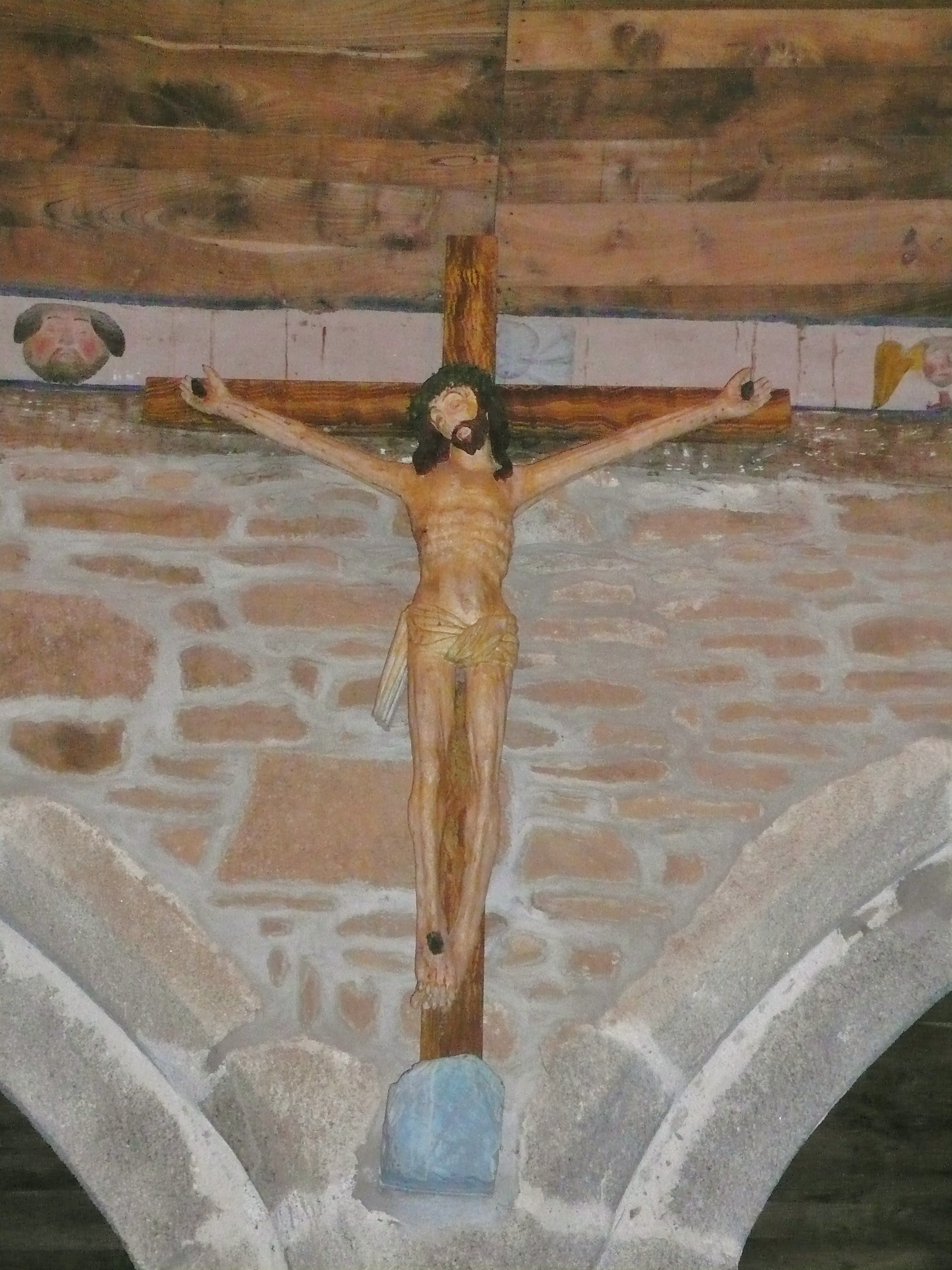
制作のきっかけとなったとされるトレマロ礼拝堂のキリスト像
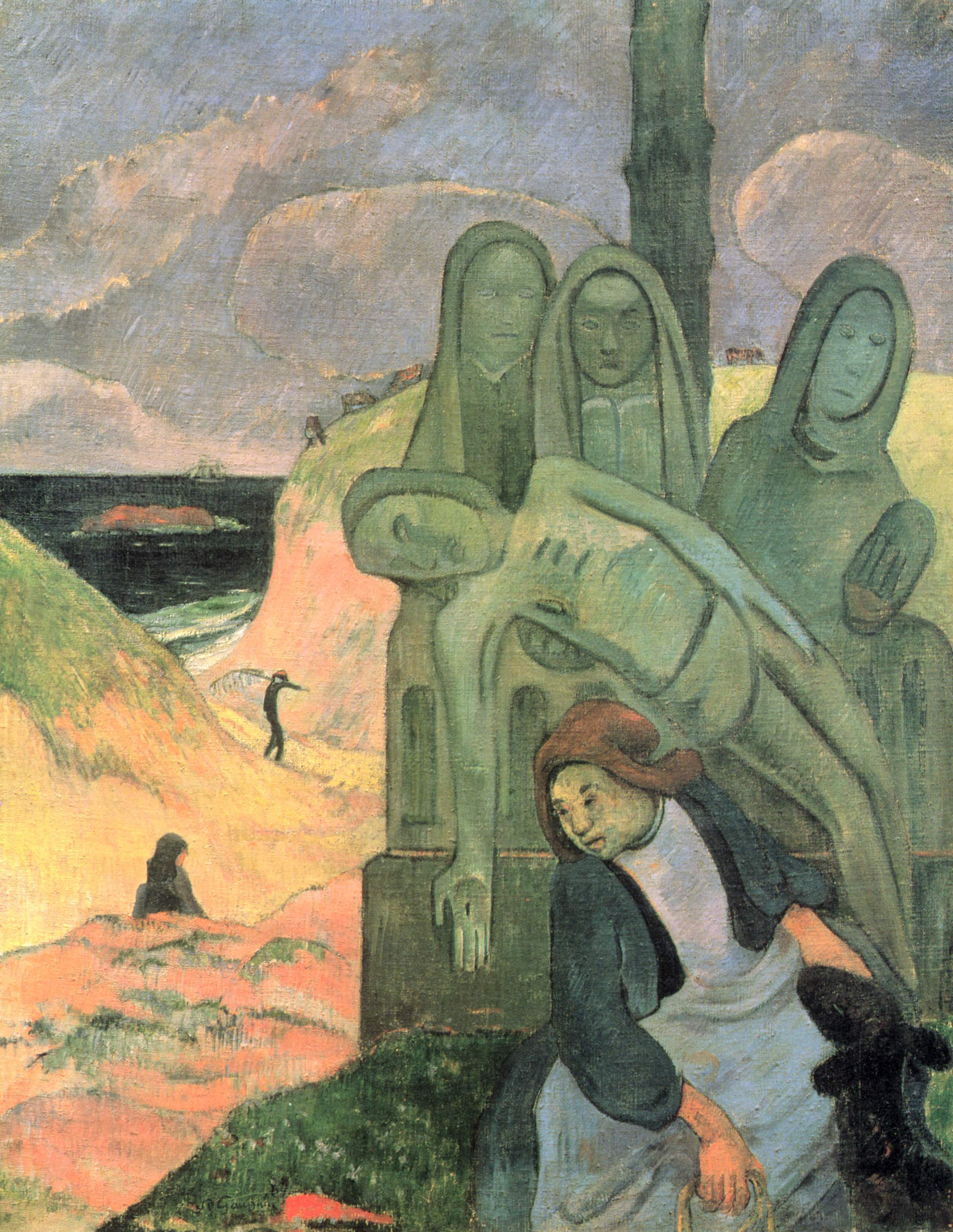
ゴーギャン作『緑のキリスト』
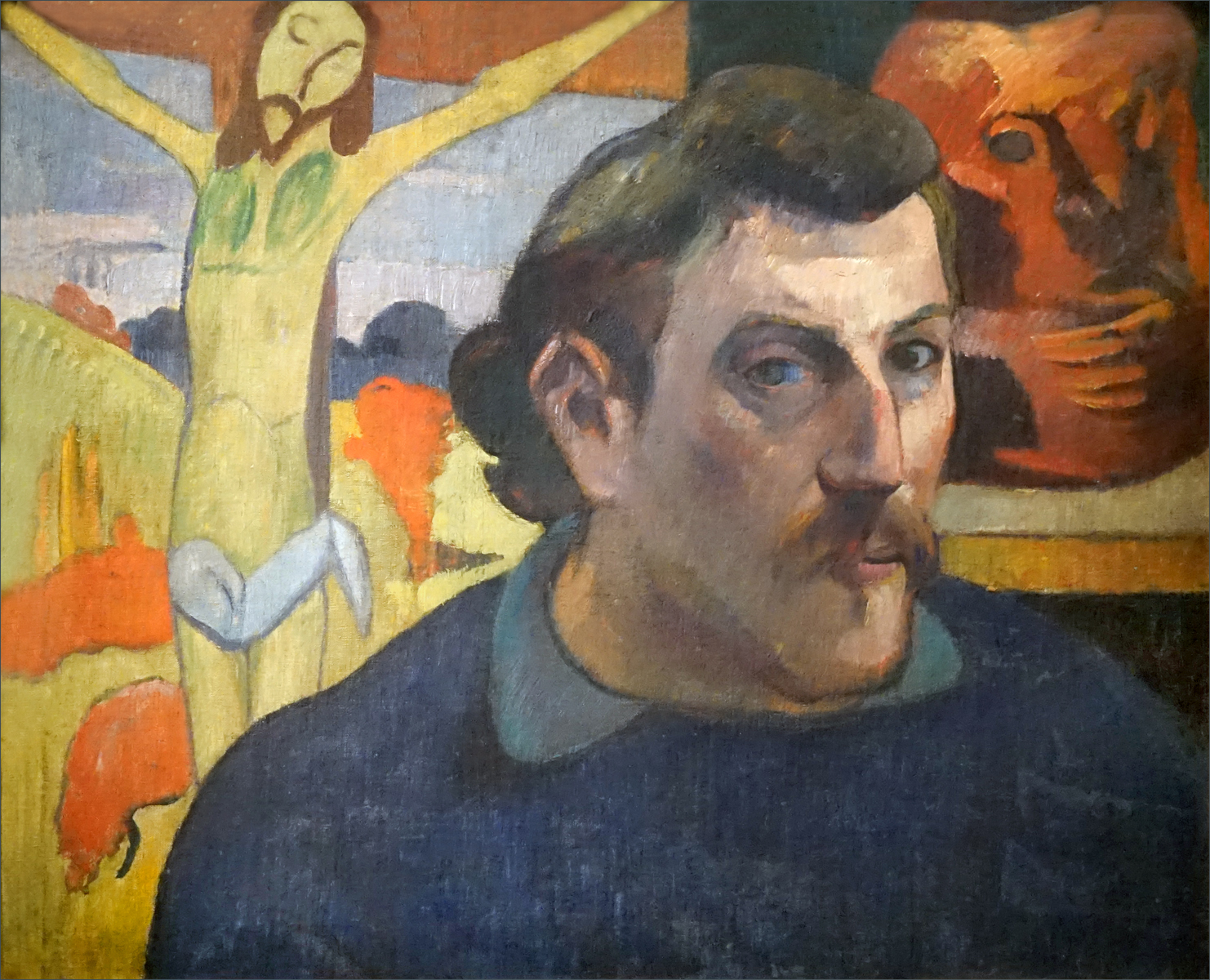
ゴーギャン作『黄色いキリストのある自画像』、オルセー美術館蔵